# ゲデオ県

エチオピアの全州と各州の下位の県を示す図で、ゲデオ県は新設のシダマ州を挟んで南部諸民族州（図の左下の薄紫部分）の飛び地になっている。

ゲデオ県（英語: Gedeo Zone）は、エチオピアの南エチオピア州に属する県。県都はディラ（Dila）。シダマ州とオロミア州に囲まれた、南エチオピア州の飛地である。
人口は128万人（2023年推計）、全面積は1,352平方キロメートル。人種は大部分（85％）をゲデオ族が占める。

## 行政区画
2007年国勢調査によると、6郡と1都市に区分される。
- ウェナゴ郡（英語版）
- イルガチェフェ郡
- コチェレ郡（英語版）
- ブーレ郡（英語版）
- ディラ・ズリア郡（英語版）
- ゲデブ郡（英語版）
- ディラ町（英語版）

## 文化的景観
この地は大地溝帯の東斜面にあり、エチオピア高原から見ると断崖に当たる位置である。アグロフォレストリーが盛んで、主な食用作物であるエンセーテと換金作物のコーヒーノキおよび他の灌木の多層栽培が行われる。先住民のゲデオ人は伝統的な知識を用いて森林を管理し、山の斜面の耕作地の間には宗教関連の儀式のための神聖な森林が点在し、尾根には石碑または男根の形をする巨石建造物が密集している。2023年に「ゲデオの文化的景観」としてユネスコの世界遺産に登録された。

### 世界遺産の登録基準
この世界遺産は世界遺産登録基準のうち、以下の条件を満たし、登録された（以下の基準は世界遺産センター公表の登録基準からの翻訳、引用である）。
- (3) 現存するまたは消滅した文化的伝統または文明の、唯一のまたは少なくとも稀な証拠。
- (5) ある文化（または複数の文化）を代表する伝統的集落、あるいは陸上ないし海上利用の際立った例。もしくは特に不可逆的な変化の中で存続が危ぶまれている人と環境の関わりあいの際立った例。

## 産業
ゲデオ県の主要な換金作物はコーヒー豆で、同県と隣りのシダマ州で毎年63,562トンを生産しており、これはエチオピア全体コーヒー豆の63％を占める。日本を含む海外へは、ゲデオ県イルガチェフェ郡産のコーヒー豆「イルガチェフェ・ナチュラル」などの輸出が行われている。